# Oligòmer

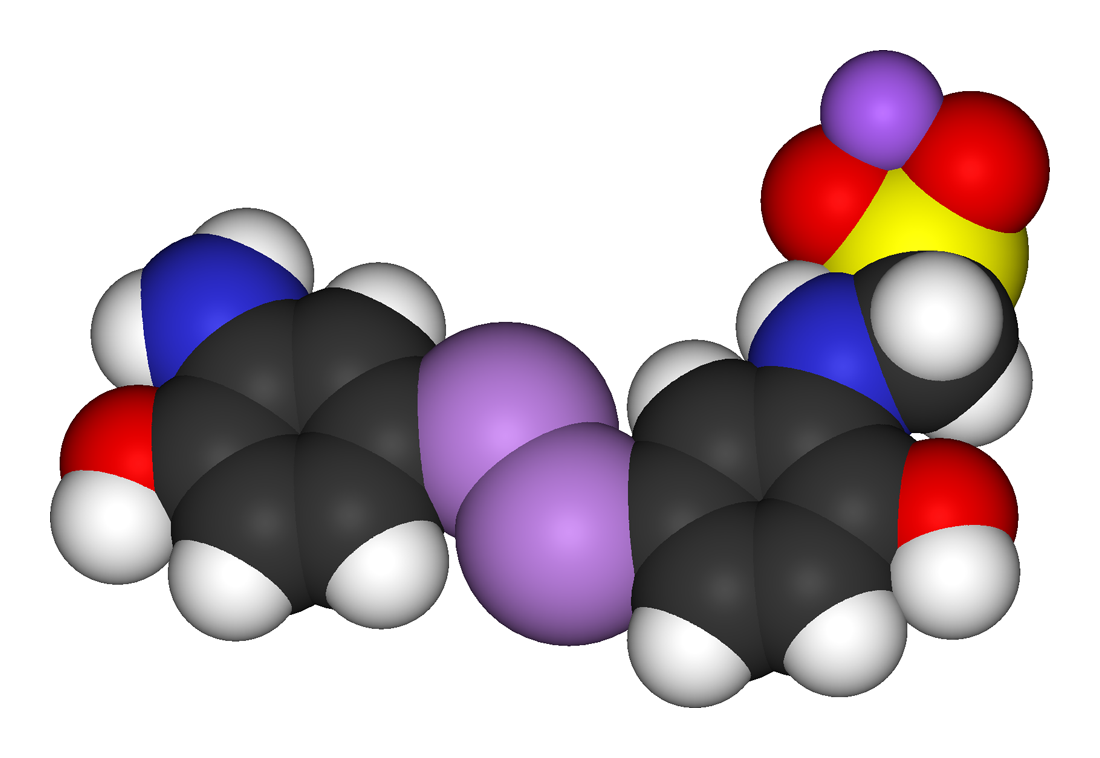
Neosalvarsà

Es diu que una molècula és un oligòmer quan els radicals associats són diferents entre si.
La naturalesa orgànica està plena d'aquests casos multifuncionals.
En canvi, un polímer és una molècula amb dos o més radicals de la mateixa espècie.
Un grup de 3 a 9 molècules de monòmer que s'han unit entre si per formar una molècula més gran. Poden ser dímers, trímers, tetràmers, pentàmers, etc.
- En química, un oligòmer consisteix en un nombre finit de monòmers (del grec ολιγος, que significa poc o pocs), en contrast amb un polímer que, almenys en principi, consisteix en un nombre il limitat de monòmers.

Per exemple: la glucosa és un monòmer, mentre que la sacarosa és un oligòmers, un oligosacàrid, concretament un disacàrid, ja que està compost per glucosa i fructosa, que són dos monòmers. En canvi, el glucogen és un polímer, ja que està format per milers de glucosa s situades ordenadament.
- En bioquímica, el terme oligòmers s'utilitza per al curtcircuit dels fragments trenats de l'ADN, usats generalment en experiments d'hibridació (límit a les diapositives de vidre o les membranes de niló).

- Oligòmers, pot també referir-se a un complex proteic format per poques subunitats, anomenat multimèric. En aquest cas, un complex compost de diverses diverses subunitats de la proteïna s'anomena un hetero-oligòmers o multimèric heterotípico. Quan només un tipus de subunitat de la proteïna s'utilitza en el complex, es diu  homo-oligòmers o multimèric homotípica.

A la oligomerització, un procés químic converteix només els monòmers a un grau finit de polimerització. La figura real és una qüestió de discussió, sovint un valor entre 10 i 100.